# Eikensteltmot
De eikensteltmot (Caloptilia robustella) is een vlinder uit de familie mineermotten (Gracillariidae). De wetenschappelijke naam is voor het eerst geldig gepubliceerd in 1972 door Jackh.
De soort komt voor in Europa.